# ناصر الحسيني
ناصر الحسيني (مواليد 1964، وجدة) صحفي مغربي.

## حياته
ولد وسط أسرة متعلمة، تخرج من المعهد العالي للصحافة بالرباط سنة 1986، وكان مع دفعته فؤاد سويبة. باءت كل محاولاته للالتحاق بالإذاعة والتلفزة المغربية والعمل كمذيع أخبار بالفشل. 
كان من بين الوجوه الأولى التي عملت في القناة الثانية المغربية التي قدم فيها نشرات إخبارية ورياضية وفقرات فنية من 1988 إلى 1992، بعد قضائه سنة في المعهد العالي للدراسات السمعية والبصرية بباريس سنة 1987 التي خضع خلالها لتدريب مهني مكثف برفقة زملاء آخرين. انتقل للعمل كصحفي مذيع ومساعد براديو كندا الدولي الناطق بالعربية، وراديو كندا الناطق بالفرنسية في مونتريال كندا يسن 1992-1994، وعمل مراسلا لطائفة من وسائل الإعلام العربية في واشنطن من بينها قناة بي بي سي العربية وتلفزيون الكويت بين 1994-1999. وعمل مذيعا صحفيا ومنتجا لأخبار بصوت أميركا وراديو سوا وقناة الحرة بواشنطن منذ 1999 إلى أن حط الرحال سنة 2004 بمكتب قناة الجزيرة الفضائية في شارع «كي» بالعاصمة واشنطن رفقة مغربيين آخرين هما محمد العلمي ورشيد جعفر. بعد أكثر من عشر سنوات من الغربة في كندا وأميركا زار مدينته وجدة صيف 2005، التي رآها قد تغيرت كثيرا، وهو يعتبر مدينة موريال أجمل مدينة في العالم، وتمنى التقاعد في ولاية تكساس التي وقع في غرامها خلال تغطيته لإعصار كاترينا الذي ضرب الولايات المتحدة.